# Provinciale weg 256
Der Provinciale Weg 256 (kurz: A256/N256) ist teilweise eine Autobahn, die im südlichen Teil der Niederlande in Süd-Nord-Richtung verläuft. Die Autobahn beginnt am Knooppunt De Poel im Süden von Goes und endet nach rund zwei Kilometern im Nordwesten von Goes, wo der Verkehrsweg als N256 in Richtung Zierikzee weiterverläuft. 
Die N256 ist eine wichtige Verbindung zwischen Rotterdam und den Inseln Schouwen-Duiveland, Noord-Beveland, Zuid-Beveland sowie den größeren Städten der Region Goes, Middelburg, Vlissingen und mit dem belgischen Gent. (Zuid-Beveland wird streng genommen als Halbinsel bezeichnet.)
Zwischen Colijnsplaat und Zierikzee auf Schouwen-Duiveland verläuft die N256 auf der „Seelandbrücke“ über die Oosterschelde. Diese Zeelandbrug ist mit fünf Kilometern Länge die längste Brücke der Niederlande.